# Ернст Роберт Курциус
Ернст Роберт Курциус (на немски: Ernst Robert Curtius) е германски литературен теоретик и историк на романските литератури, известен най-вече с книгата си от 1948 година „Европейската литература и латинското Средновековие“.

## Биография
Роден е на 14 април 1886 година в Тан, Елзас, Германска империя, в семейството на пруски чиновник и швейцарска аристократка, потомък на преселници от свободния град Любек. Внук е на историка и археолога Ернст Курциус (1814 – 1896). Учи в Колмар и Страсбург като се дипломира през 1910 година. Защитава дисертация в Бонски университет (1913), след това преподава в университетите в Марбург (1920 – 1924) и Хайделберг (1924 – 1929). През 1929 – 1951 преподава „новолатински литератури“ в Бон. На границата между 20-те и 30-те години на ХХ век влиза в остра дискусия с Карл Манхайм за „независимата интелигенция“ и границите на социологията на знанието.
Умира на 19 април 1956 година в Рим, Италия.

## Творчество и идеи
Еталон за Курциус винаги е бил Гьоте – въплъщение на европейския дух, на неговия универсализъм, на живата му връзка с миналото. Заедно с това обаче Курциус постоянно се интересува от актуално създаваната словесност – художествена и философска. Поддържа контакти със съвременни писатели. Публикува статии за Пруст и Джойс, превежда на немски Т. С. Елиът, Андре Жид, Хорхе Гилен, познава лично Щефан Георге, Томас Ман, Макс Шелер, Жан-Пол Сартр, има преписка с Макс Рихнер, Андре Жид, Валери Ларбо и др. Чувства се близък на изследователската стратегия на Аби Варбург и дълги години поддържа кореспонденция с неговата асистентка Гертруда Бинг.
Първите трудове на Курциус са посветени основно на френската литература от XIX – XX век. В книгата си за Балзак (1923), издържана в традициите на духовно-историческата школа, Курциус тръгва от постановката за единството на личност и творчество: Балзак е представен като мистик, за когото писателската работа е продължение на детските екстатични видения. Типичното за Балзак мистично одухотворяване на световните закони, както и усещането за божествено присъствие в причинните връзки и „енергиите“ на света според Курциус произхождат от „тайната“ на детството на писателя, затова и се възпроизвеждат отново и отново в неговите текстове.
Темата за творчеството като одухотворяване на материалния свят е продължена в изследването му върху Марсел Пруст (за първи път публикувано в сборника със студии на Курциус „Френският дух в нова Европа“, 1925, като самостоятелна книга – чак през 1955). Светогледът на Пруст Курциус схваща като вид платонизъм: в основата на Прустовия стил стои похватът на „поглъщането на материалното от духовното“, а цялото творчество на Пруст е видяно като пронизано от движението „от временното към извънвременното, от преходното – към вечното, от света на събитията – към битието в покой“.
Представата си за френската култура като особен духовен феномен Курциус развива в книгата си „Френската култура: Въведение“ (1930). Според него в хода на националното си развитие Франция си е присвоила „универсалните идеи“, възникнали на римска почва, включително и „самата идея за Рим“, оттук – и претенциите на Франция за културна доминация в Европа, и особения статус на понятието „култура“ във френската менталност, която съединява образа на нацията с идеята не за държавата, а за културата (за френското мислене е типично „пълното съвпадение на идеята за нация и идеята за култура“).

### Magnum opus
През 1948 г. издава най-важната си и влиятелна книга – „Европейската литература и латинското Средновековие“, посветена на живота на античните мотиви (топоси) и жанрови форми в европейските литератури и култури. Подходът на Курциус е възприет от мнозина специалисти по история на литературата в Германия, дотам, че се говори за школа по изследване на топосите (на немски: toposforschung), която се разгръща като опозиция на духовно-историческата школа и на стилистичното литературознание от първата половина на XX век (Карл Фослер, Лео Шпитцер), търсещи в литературния текст изява на личността или проява на неповторимо индивидуално езиково творчество. Курциус тръгва от предпоставката, че „в света на духа творческото нововъведение е рядко събитие“, пренася акцента върху изучаването на устойчивите семантични схеми, които стоят в основата на всеки творчески акт, доколкото без тях „поетът не би могъл да съчини нищо“ („Европейската литература и латинското Средновековие“, гл. XVIII, разд. 3).

## Признание
- Почетен доктор на Сорбоната.
- През 1984 г. в Бон е учредена наградата за есеистика „Ернст Роберт Курциус“.

## За него
- ((de)) Hoeges D. Kontroverse am Abgrund: Ernst Robert Curtius und Karl Mannheim: intellektuelle und „freischwebende Intelligenz“ in der Weimarer Republik. Frankfurt/Main: Fischer Taschenbuch Verlag, 1994.
- ((fr)) Jacquemard-de Gemeaux Chr. Ernst Robert Curtius (1886 – 1956): origines et cheminements d’un esprit européen. Bern: P. Lang, 1998.
- ((de)) Thönnissen K. Ethos und Methode: zur Bestimmung der Metaliteratur nach Ernst Robert Curtius. Aachen: Aquamarine, 2001.
- ((de)) Gumbrecht H. U. Vom Leben und Sterben der grossen Romanisten: Karl Vossler, Ernst Robert Curtius, Leo Spitzer, Erich Auerbach, Werner Krauss. München: Hanser, 2002.